# Mosè di Valacchia
Mosè di Valacchia (Moise Vodă in Lingua rumena; ... – 29 agosto 1530), fu voivoda (principe) di Valacchia nel biennio 1529-1530.

## Biografia
Figlio del voivoda Vladislav III di Valacchia, Mosè prese il potere nel 1529. Il potente voivoda Radu V de la Afumați era stato da poco eliminato da una congiura dei suoi boiari ed i turchi, tramite il potente Maometto Bey Mihaloglu, avevano tentato di installare sul trono valacco Basarab VI, presunto figlio di Basarab V Neagoe.
La congiuntura politica interna ed esterna era delicatissima per Valacchia. Il Regno d'Ungheria, tradizionale appoggio anti-ottomano per i voivoda danubiani, era stato distrutto dal sultano Solimano il Magnifico (1520-1566) nella Battaglia di Mohács (1526). Sul fronte interno, il potere del principe era sempre più minato dal potere dei boiari, con il rischio che una famiglia nobile si ribellasse alla corona e fornisse un re fantoccio all'Impero ottomano per controllare il paese (esattamente quanto successo con il voivoda dei ribelli Craiovești, Basarab V Neagoe).
Per evitare conflitti con i turchi, Mosè si offrì di prestare aiuto agli inviati di Solimano, Drăgan din Merișani e Neagoe din Periș, inviati nella città di Sibiu per ottenere la sottomissione dei Sassoni di Transilvania al sovrano filo-ottomano Giovanni I d'Ungheria. Quando però le forze di Solimano vennero sconfitte nell'Assedio di Vienna, Mosè misconobbe la sudditanza verso la Sublime porta e si alleò con Ferdinando d'Asburgo e con il voivoda di Moldavia Petru IV Rareș.
La svolta anti-ottomana di Mosè, appoggiata dai soli Craiovești, scatenò il malcontento dei boiari. Il voivoda decise allora di sbarazzarsi degli oppositori: il 15 febbraio 1530, mentre sposava una Craiovești, Mosè fece arrestare ed uccidere buona parte degli oppositori, inclusi Drăgan e Neagoe. I superstiti ripararono in territorio ottomano ed elessero principe il Drăculești Vlad VII Înecatul. Attaccato in maggio da Vlad, in giugno Mosè si nascondeva presso Sibiu. Il 24 agosto, forte di rinforzi inviati dagli Asburgo, Mosè mosse verso la Valacchia attraverso il Passo di Rucăr-Bran. Si congiunse alle truppe dei Craiovești presso Slatina ed affrontò Vlad, il 29 agosto, nella Battaglia di Viișoara. Lo scontro si concluse con una netta vittoria di Vlad VII e con la morte di Mosè.